# Sherman (condado de Dunn, Wisconsin)
Sherman es un pueblo ubicado en el condado de Dunn en el estado estadounidense de Wisconsin. En el Censo de 2010 tenía una población de 849 habitantes y una densidad poblacional de 9,28 personas por km².

## Geografía
Sherman se encuentra ubicado en las coordenadas 44°58′58″N 91°57′12″O / 44.98278, -91.95333. Según la Oficina del Censo de los Estados Unidos, Sherman tiene una superficie total de 91.53 km², de la cual 91.26 km² corresponden a tierra firme y (0.29%) 0.27 km² es agua.

## Demografía
Según el censo de 2010, había 849 personas residiendo en Sherman. La densidad de población era de 9,28 hab./km². De los 849 habitantes, Sherman estaba compuesto por el 98.82% blancos, el 0.59% eran afroamericanos, el 0% eran amerindios, el 0% eran asiáticos, el 0% eran isleños del Pacífico, el 0% eran de otras razas y el 0.59% pertenecían a dos o más razas. Del total de la población el 0.47% eran hispanos o latinos de cualquier raza.